# Patholi
Patholi es una ciudad censal situada en el distrito de Agra en el estado de Uttar Pradesh (India). Su población es de 7884 habitantes (2011). 

## Demografía
Según el censo de 2011 la población de Patholi era de 7884 habitantes, de los cuales 4178 eran hombres y 3706 eran mujeres. Patholi tiene una tasa media de alfabetización del 77,43%, superior a la media estatal del 67,68%: la alfabetización masculina es del 87,15%, y la alfabetización femenina del 66,36%.